# Platycerus consimilis
Platycerus consimilis là một loài bọ cánh cứng trong họ Lucanidae. Loài này được Tanikado & Tabana mô tả khoa học năm 1998.